# 帕維爾·蘇霍夫
帕維爾·蘇霍夫（俄语：Па́вел Владисла́вович Су́хов，1988年5月7日—）是俄罗斯击剑运动员。他参加了2012年夏季奧林匹克運動會劍擊男子個人重劍比賽，他在第一轮与郑镇善的比赛中落败。一年後，他在2013年世界擊劍錦標賽获得铜牌。